# Йох Оуларанг
Йох Оулара́нг (кхмер. យស អូឡារាំង [jɔːh ouˌlaːˈraŋ]) — камбоджийский рок-музыкант 1960-70-х гг. Лидер местной сцены гаражного рока, чья музыка впитала элементы соула, фанка и рока с саркастическими текстами и социальной сатирой. 
Принадлежал к семье известных исполнителей (тётями были певицы Сиенг Ванти и Сиенг Ди, его дядя — композитор Хас Салан), провёл часть детства во Франции. Яркий образ «плохого парня», шутливые песни о повседневности и пренебрежение славой сделали его культовой фигурой. В фильме «Не думай, что я забыл» пересказывается его разговор с Нородомом Сиривудом: «Ты принц, я нет, но мы все умрем, так что кого это волнует, давай выпьем». По мнению Нью-Йорк Таймс, Йох был «харизматичным прото-панком, который высмеивал конформистское общество».
Пропал без вести после 1975 года, предположительно был убит красными кхмерами во время геноцида в Камбодже 1975-1979 гг. В дальнейшем три песни из сборника «Cambodian Rocks» (1996) были идентифицированы как песни Оуларанга. Йох Оуларанг упоминается в документальном фильме «Не думай, что я забыл» (Don’t Think I’ve Forgotten, 2015). 